# Eddy's Bar
Eddy's Bar是中国上海市的一家同志酒吧。

## 历史
1995年在威海路开业，2002年搬迁到淮海路，2016年关闭。 Eddy's Bar是第一家公开为上海同性戀社群服务的酒吧。  Lonely Planet表示不少当地以及外籍的男同性戀會光顧這個酒吧。一位曾旅居上海的博主罗伯特·施拉德 (Robert Schrader) 曾來到該酒吧，並於2010年將體驗發表在美国有线电视新闻网網站上。 